# Teucholabis placabilis
Teucholabis placabilis är en tvåvingeart som beskrevs av Alexander 1941. Teucholabis placabilis ingår i släktet Teucholabis och familjen småharkrankar.
Artens utbredningsområde är Costa Rica. Inga underarter finns listade i Catalogue of Life.